# Вулиця Юрія Глушка
Ву́лиця Ю́рія Глушка́ — вулиця в Шевченківському районі міста Києва, місцевість Сирець. Пролягає від вулиці Родини Глаголєвих до вулиці Братів Малакових.
Прилучаються вулиці Максима Берлинського та Вавилових.

## Історія
Вулиця виникла в 50-ті роки XX століття під назвою Тираспольський провулок. З 1961 року мала назву вулиця Подвойського, на честь радянського державного діяча Миколи Подвойського.
Упродовж 10 серпня — 10 жовтня 2018 року відбувалося громадське обговорення проєкту перейменування вулиці.
Сучасна назва на честь українського громадського діяча, одного з керівників Українського руху на Далекому Сході (Зеленого Клину) Юрія Глушка-Мови — з 2019 року.

## Зображення

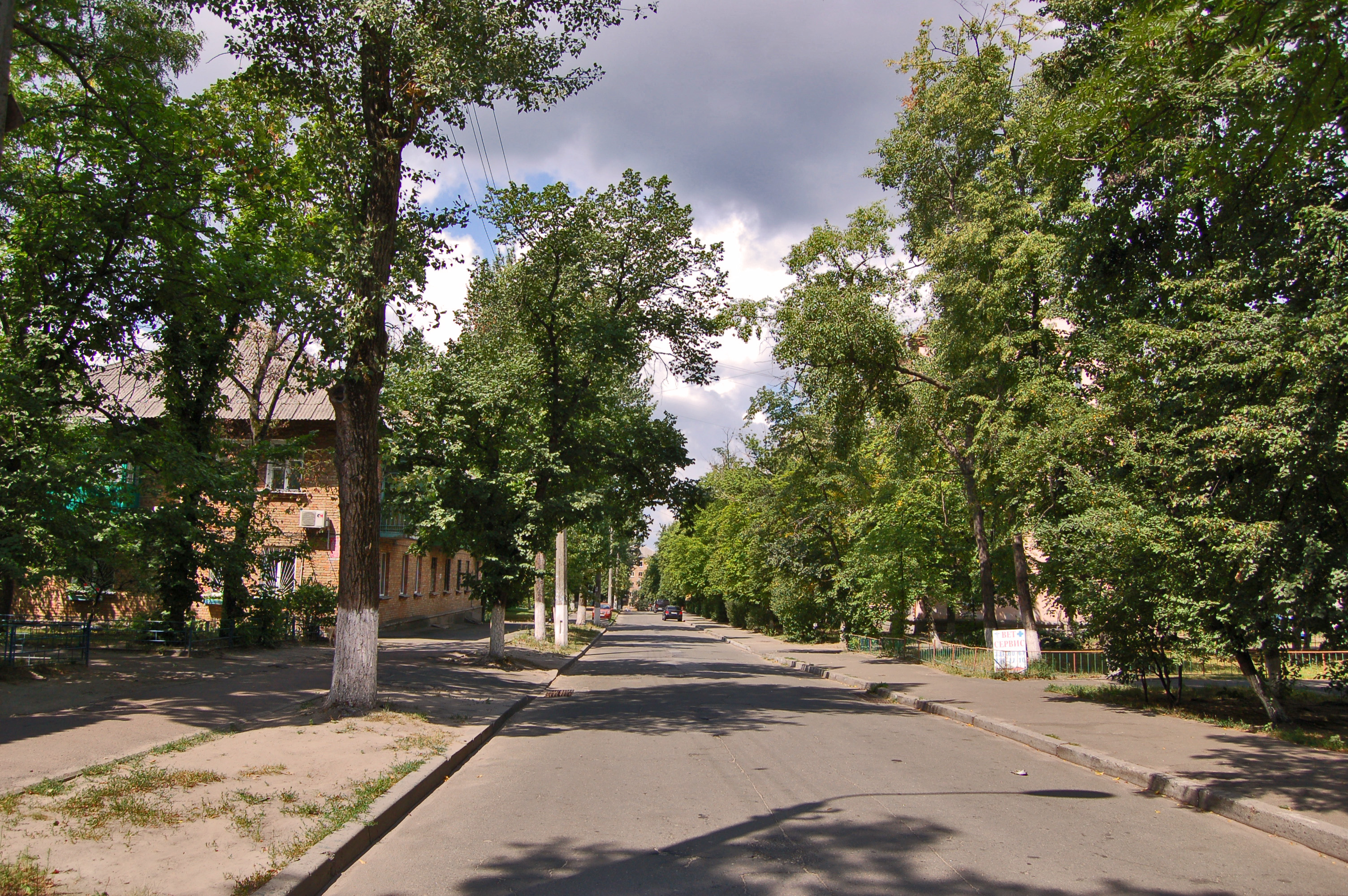
Вид у бік вулиці Вавилових
Колишня анотаційна дошка на будинку № 14/13 (демонтована у червні 2015 року[4])